# Tûranor PlanetSolar

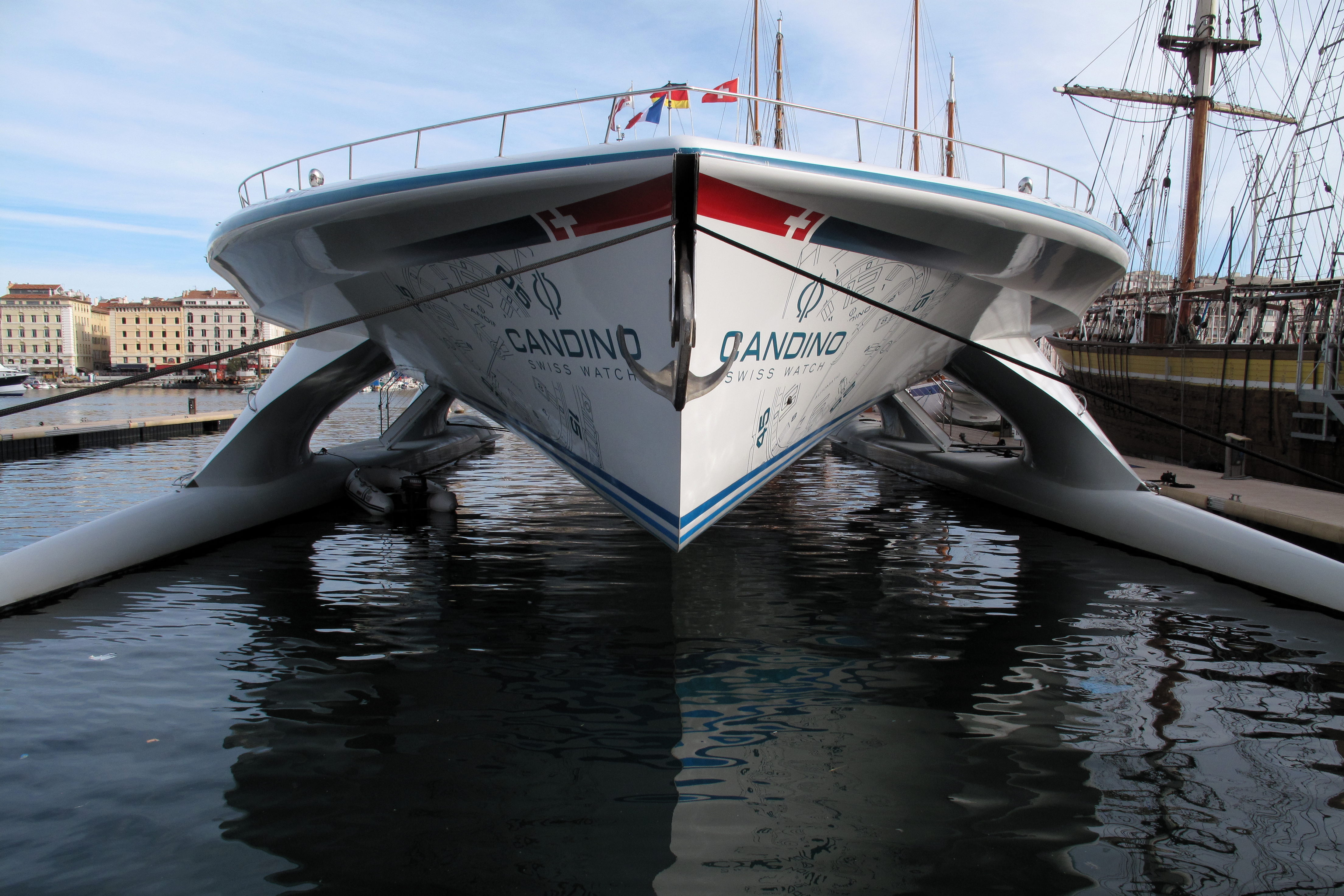
Vista de la proa, mostrando los tres cascos.

MS Tûranor PlanetSolar, conocido bajo el nombre de proyecto PlanetSolar, es el mayor barco eléctrico accionado por energía solar del mundo. El barco fue diseñado por LOMOcean Design, construido por Knierim Yachtbau en Kiel, Alemania, y fue puesto en marcha el 31 de marzo de 2010.
En mayo de 2012, se convirtió en el primer vehículo eléctrico solar en dar la vuelta al mundo.